# Stornoschlüssel
Ein Stornoschlüssel (ugs. auch X-er oder Dreier genannt) ist ein Schlüssel, mit dem eine Kasse in einem Einzelhandelsgeschäft oder Fastfoodkette zur Stornierung eines Buchungsvorgangs freigeschaltet werden kann.
In Supermärkten mit mehreren Kassen hat häufig nur eine der dort beschäftigten Personen einen Stornoschlüssel. Diese Maßnahme soll Kassenmanipulation vorbeugend verhindern, welche bei Stornovorgängen besonders leicht möglich ist: Durch Abgleich der gebuchten Artikel mit den einkassierten Geldbeträgen lässt sich im Prinzip der korrekte Ablauf der Kassenvorgänge überprüfen. Werden bezahlte Artikel jedoch nachträglich und vom Kunden unbemerkt storniert, so könnte der entsprechende Betrag entwendet werden, ohne dass dies in der Endabrechnung auffiele.
Je nach Kassensystem ist eine Stornierung auch ohne Stornoschlüssel möglich, sofern die fehlerhafte Buchung unmittelbar bemerkt wird (Sofortstorno). In einigen Geschäften, gerade in Supermärkten, wird auch eine sogenannte Stornokarte verwendet. Dabei handelt es sich um eine Plastikkarte, auf der ein Strichcode aufgedruckt ist. Mit Hilfe dieses Strichcodes kann über einen Scanner die Stornierung bestätigt werden.